# Alchemilla pycnoloba
Alchemilla pycnoloba es una especie de planta del género Alchemilla, perteneciente a la familia Rosaceae.

## Taxonomía
Alchemilla pycnoloba fue descrita por Serguéi Yuzepchuk en 1951.

## Distribución
Se encuentra en el territorio del Krai de Altái, República de Altái y en el este de la parte europea de Rusia.